# 新上院
新上院是上海交通大学徐汇校区大草坪北侧的一栋教学楼，建于1954年。原为上院所在地，由于1953年上院年久失修，屋架墙壁倾斜严重且保险公司不再续保，学校遂报教育部拆除并在原址修建新上院。
新上院为一座中国古典主义样式的建筑，主体结构遵循苏联建筑风格，立面多以民族纹饰装饰。总平面呈工字型，面积为9746平方米。高五层，其中一二层为实验室，三层以上为教室，主楼后部有若干阶梯教室与活动室。
新上院于2004年被列为上海市优秀历史建筑，2012年后作为包兆龙图书馆整修后的图书室使用。

## 影响
80年代到90年代初交大团委将曾经的校园刊物《逆光》以《新上院》命名。

## 图像

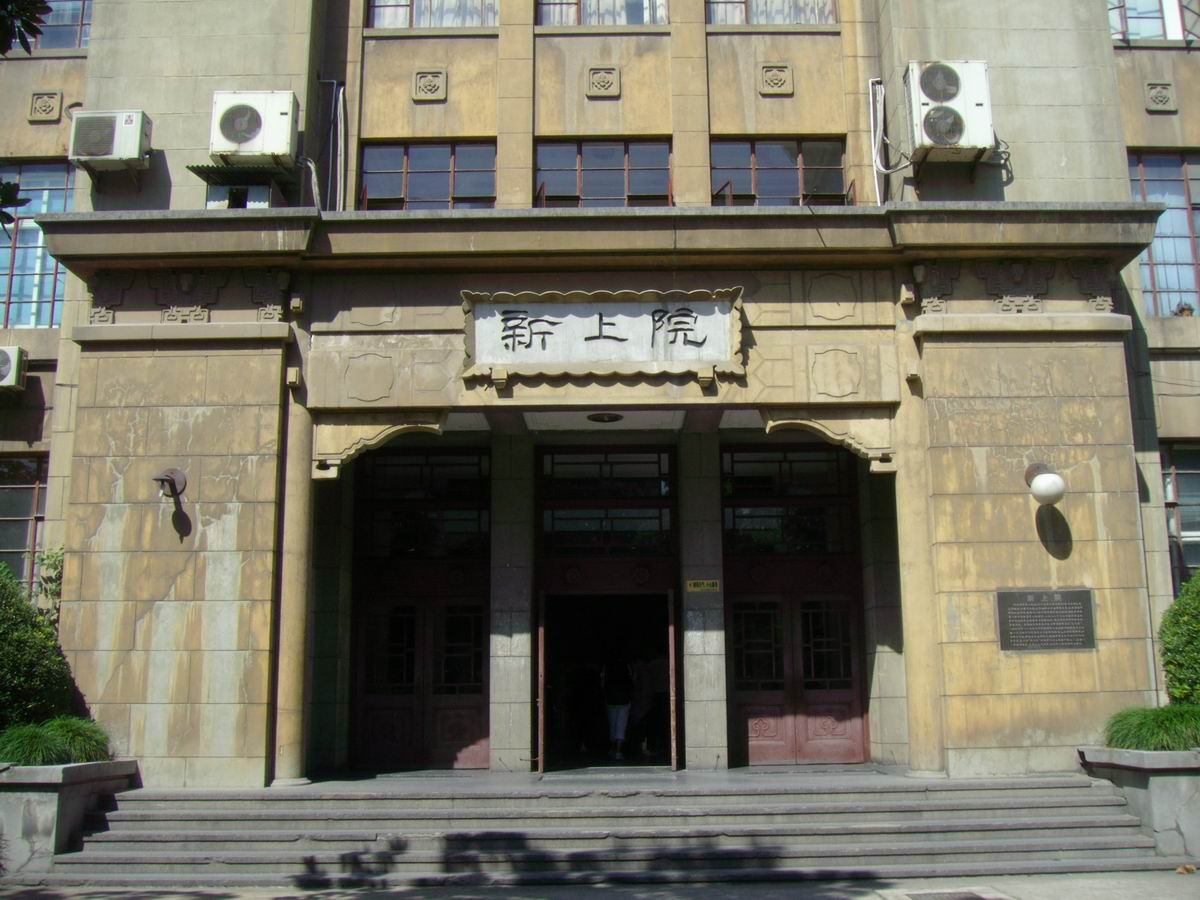
整修前的新上院
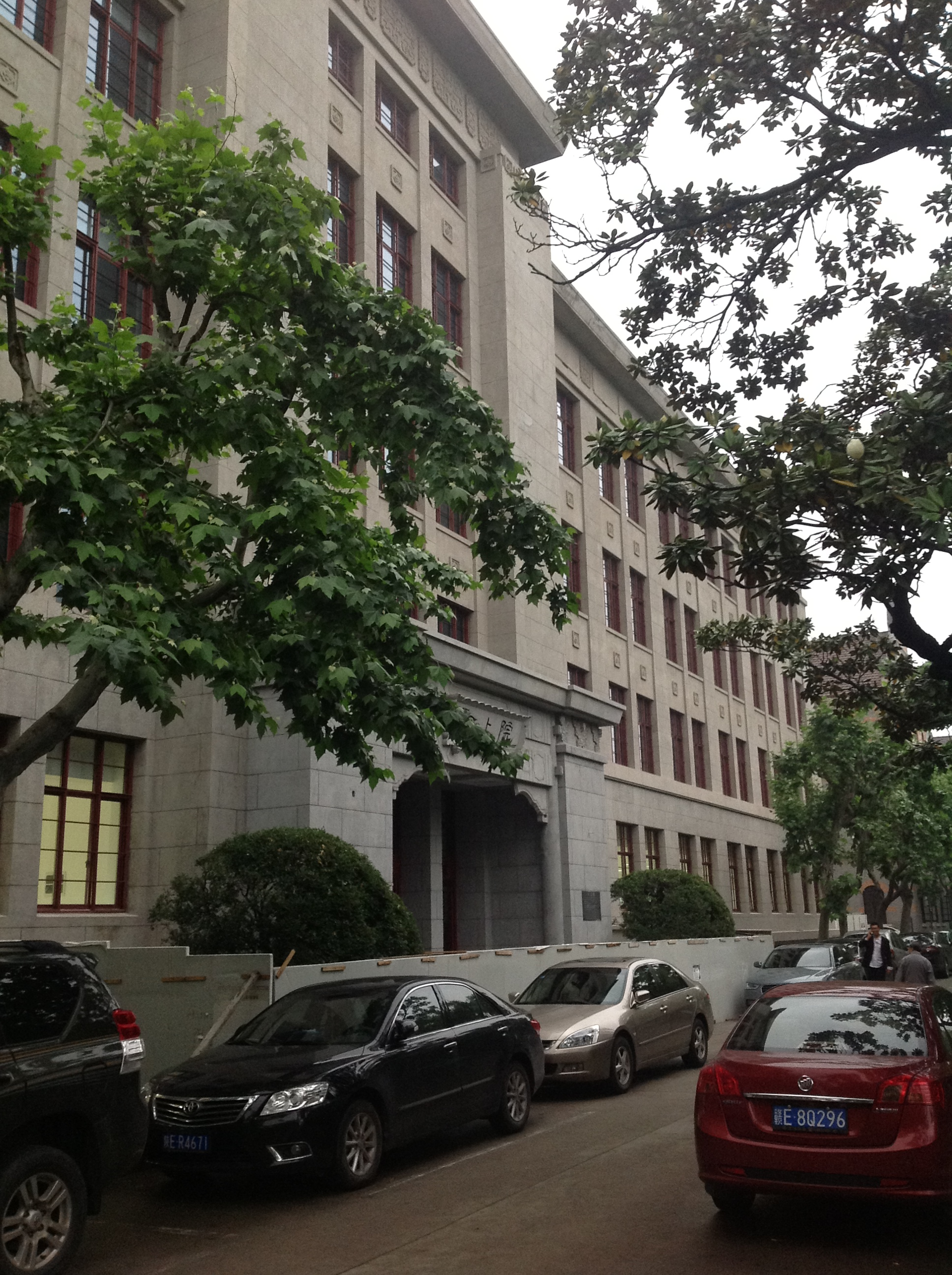
整修后的新上院，摄于2013年

## 相关建筑
- 上院